# Aviões do Forró
Aviões do Forró è un gruppo di Forró brasiliano fondato a Fortaleza, nel Ceará il 6 agosto 2002 da 4 produttori di 'A3 Entretenimento'. Dopo alcune modifiche il gruppo fu formato da 2 cantanti Solange Almeida e José Alexandre detto Xandy Avião, poi ci sono 3 vocalisti, 9 musicisti e 8 tra ballerine e ballerini.

## Storia
Il nome del gruppo fu scelto per dare idea di qualcosa di alto, che sta sopra.
Il processo di formazione del gruppo è stato fatto scegliendo prima i cantanti Solange e Alexandre (Xandy), poi scegliendo i musicisti e il corpo di ballo.
Già nella scelta del repertorio, la A3 Entrenimento società produttrice del gruppo, si preoccupa che i brani musicali siano gradevoli a un pubblico ampio che comprende quindi più sottogeneri di Forrò, il vaneirão, il pé-de-serra molto apprezzato dal pubblico del Cearà, e anche il Forrò Romantico cantato principalmente da Solange.
José Alexandre (Xandy Avião) è un cantante professionista con 8 anni di carriera, originario della città di Apodi nel Rio Grande do Norte.
Solange Almeida è originaria della città di Alagoinhas nello stato di Bahia ed è una cantante professionista dall'età di 21 anni.
Il gruppo inizio la sua carriera nel 2002 cantando nei teatri [Cearà|cearensi]. Oggi il gruppo conta più di mille fan-club in tutto il Brasile.
Finora ha pubblicato 5 cd, prodotti da una casa discografica indipendente. Il primo cd vendette più di 270 000 copie, il secondo pubblicato nel 2003 superò questa cifra e il terzo che fu pubblicato nel 2005 arrivò a vendere 500 000 copie. Il quarto cd vendette 900 000 copie, il quinto vendette in media come gli altri.
Il sesto CD è tuttora in produzione, anche se alcuni brani sono già stati divulgati, come "Chupa que è de uva", "Pode chorar", "Fazer Valer", "Amor de Motel", "Olha a Barriguinha", "Vai Me Perder", "Quem Ama Cuida", "Agora Chora" con la partecipazione del gruppo Banda Calypso e "Mulher não trai, mulher se vinga ".
Nel 2008, il gruppo realizzò una tournée all'estero, negli Stati Uniti, in Portogallo e in alcuni stati europei.
Il gruppo fu eletto come un dei migliori dal sito Portal Forrozão, e anche i cantanti Xandy Avião e Solange Almeida come i migliori cantanti del 2008. Il prossimo CD del gruppo, Volume 6 verrà prodotto dalla casa discografica Som Livre.

## Discografia

### CD
- Aviões do Forró - Vol. 01 (Lamparinas Ao vivo)
- Aviões do Forró - Vol. 02 A Diferença Está no Ar
- Aviões do Forró - Vol. 03 A Diferença Está no Ar
- Aviões do Forró - Vol. 04 A Diferença Está no Ar
- Aviões do Forró - Vol. 05 A Diferença Está no Ar

### DVD
- Aviões do Forró - 1° DVD Oficial